# Nógrádmegyeri-patak
Az Nógrádmegyeri-patak a Cserhát északi részén ered, Nógrádmegyer településtől délre, Nógrád vármegyében, mintegy 300 méteres tengerszint feletti magasságban. A patak forrásától kezdve északi, majd északnyugati irányban halad, majd Benczúrfalva községnél éri el a Ménes-patakot.

## Partmenti települések
- Nógrádmegyer
- Magyargéc
- Kisgéc
- Benczúrfalva